# Fajozes
Fajozes es una freguesia portuguesa del municipio de Vila do Conde, con 7,13 km² de superficie y 1467 habitantes (2001). Su densidad de población es de 205,8 hab/km².

## Industria
Fajozes es la sede del fabricante de jabones y perfumes Ach. Brito.